# Chikyū no akuma
Chikyū no akuma (jap. 地球の悪魔) – manga autorstwa Osamu Tezuki, opublikowana w styczniu 1954 jako dodatek do magazynu „Shōnen Shōjo Bokeno” wydawnictwa Akita Shoten.

## Fabuła
W małej wiosce, pod nadzorem doktora Takano, rozpoczyna się budowa podziemnego miasta w ramach przygotowań do wojny nuklearnej. Po tym, jak dziecko ginie potrącone przez jedną z ciężarówek budowlanych, bracia Eiji i Eizou zostają zmuszeni do wzięcia udziału w spisku związanym z tą budową. Wkrótce potem pojawia się tajemnicza postać przedstawiająca się jako „Demonobirth”, w wyniku czego sytuacja staje się jeszcze bardziej skomplikowana.

## Bohaterowie
- Eiji – jeden z dwóch braci uwikłanych w szereg spisków związanych z budową podziemnego miasta.
- Eizou – brat Eijiego, również wplątany w wydarzenia związane z budową podziemnego miasta.
- Doktor Takano – naukowiec kierujący budową podziemnego miasta.
- Demonobirth – tajemniczy, zamaskowany mężczyzna, który pojawia się w wiosce z nieznanych powodów.